# Panamomops mutilus
Panamomops mutilus är en spindelart som först beskrevs av Denis 1962.  Panamomops mutilus ingår i släktet Panamomops och familjen täckvävarspindlar. Inga underarter finns listade i Catalogue of Life.